# Ноздрюхін-Заболотний Віктор Дмитрович
Ноздрюхін-Заболотний Віктор Дмитрович — радянський і український кінооператор, кінорежисер, сценарист, продюсер.

## Життєпис
Народ. 7 серпня 1958 р. в Одесі. Закінчив Всесоюзний державний інститут кінематографії (1991). Працює на Одеській кіностудії. З 2009 року до 2012 року був її директором.
В 1993 році дебютував як режисер-постановник: художній фільм «Запах осені» ( Фестиваль, присвячений 75-річчю Одеської кіностудії: фільм удостоєний призу за режисерський дебют. Фестиваль «Балтійська перлина»: фільм удостоєний Гран-прі за головну роль — Неле Савиченко, а також отримав приз за роль другого плану (Є. Аминова). Фестиваль «Сузір'я»: фільм удостоєний призу преси. Фестиваль «Друга прем'єра»: фільм отримав приз глядацьких симпатій.). 
Член Національної Спілки кінематографістів України.

## Фільмографія
- «Я, син трудового народу...» (1983, асистент оператора у співавт.)
- «Дій за обставинами!..» (1984, асистент оператора у співавт.)
- «Сезон див» (1985, асистент оператора)

Зняв фільми:
- «Кримінальний талант» (1988, 2-й оператор у співавт.)
- «Мистецтво жити в Одесі» (1989, оператор-постановник у співавт.)
- «Візьми мене з собою» (1990, т/ф, оператор-постановник)
- «Чудо в краю забуття» (1991, оператор-постановник)
- «Любов. Смертельна гра...» (1991, 2-й оператор у співавт.)
- «Маски-шоу» (1991—2006, телесеріал, оператор-постановник)
- «Запах осені» (1993, співавт. сцен., реж., оп.)
- «Афери, музика, любов...» (1997, оператор-постановник)
- «Доглядачі пороку» (2001, 7 с, оператор-постановник)
- «Бомба для нареченої» (2003, оператор-постановник)
- «Біс у ребро або Чудова четвірка» (2006, оператор-постановник)
- «Одружити Казанову» (2009, оператор-постановник у співавт.) та ін.

Режисер-постановник:
- «Запах осені» (1993, автор сценар.)
- «Маски-шоу: Життя як шоу» (1996, док. фільм; автор сценар.)
- «Доглядачі пороку» (2001, співавт. сценар., 7 с)
- «Одружити Казанову» (2009) та ін.

Продюсер:
- «Запах осені» (1993)
- «Маски-шоу: Життя як шоу» (1996, док. фільм)
- «Доглядачі пороку» (2001)
- «Моя русалка, моя Лореляй» (2013)